# Običaji Slovenske Istre

## Običaji in navade
Krst
Ženske so v preteklosti rojevale doma. Pomagala jim je neke vrste babica, ki je živela v skoraj vsaki vasi. Ženski, ki je rodila, so skuhali kokošjo juho, da si je opomogla. Otroka so kmalu po porodu krstili. Imel je šantlo ali šantla (botro ali botra), ki sta novorojenčku za darilo prinesla košaro hlebčkov sladkega kruha, včasih tudi kokoš in doma narejen sir. Tudi  oče je lahko šel h krstu, mati pa ne, ker je morala biti doma še 40 dni po porodu. Šele po tem je lahko šla najprej na cerkveni prag, kjer je s svečo pričakala duhovnika, ki jo je povabil v cerkev, kjer je molila. Verjeli so tudi, da otroku škoduje tema, zato so se morali od krstnega obreda vrniti, preden se je stemnilo.
Sveta birma in obhajilo
Otroci so nekoč najprej prejeli zakrament svete birme, nato pa še zakrament prvega svetega obhajila. Za sveto birmo so si dečki izbrali botra, deklice pa botro, kateri so birmance tudi obdarovali.Včasih s kolači, kasneje z  ročno uro, danes pa še z marsičem drugim.
Fantovščina
Fantje so pred svojo poroko vrstnike povabili kar v klet, kjer so pili, jedli, prepevali in se zabavali. Poleg vina so ponudili še domači kruh, panceto ali slanino, klobaso in sir, pršut pa je moral počakati do poroke. V današnjem času so fantovščine še vedno v navadi, seveda pa so drugačne kot včasih.
Poroka
Včasih je poroka trajala 3 dni, od sobote pa vse do ponedeljka. Kuhali so na ženinem novem domu. V soboto zjutraj so pred poročno sveto mašo pripravili marendo (malico). Po poroki so se ob spremljavi harmonike odpravili na ženinov dom, kjer je sledilo kosilo, ples, fotografiranje, na koncu pa še večerja. Danes mladoporočenci naredijo slavje večinoma v gostilni ali restavraciji, kjer imajo tudi zabavni program.
Pogreb
Ob smrti je pokojnik ležal doma. Ob njem so molili in se pogovarjali ponoči in podnevi. Pred mrličem je bila blagoslovljena voda, ob njem pa sveče. Na dan pogreba so v spremstvu duhovnika nesli mrliča v cerkev,  kjer je bila pogrebna sveta maša, nato pa na pokopališče. Sedmi dan po pogrebu pripravijo gostijo. Danes še vedno ležijo mrliči v vežicah. Prihajajo svojci in prijatelji in izražajo sožalje. Navada je, da se po pogrebu pogosti ožje sorodnike, doma ali pa v gostilni.

## Običaji letnega ciklusa
Miklavž, Novo leto, Sveti trije kralji
Miklavževanje ni bilo v navadi po vseh vaseh. Nekateri starši so obdarovali svoje otroke s kakšno pomarančo, čokolado ali igračo. 
Silvestrovanje so praznovali nekako od polovice 20. stoletja dalje. Zbrali so se v vaški gostilni, ali pri kom doma, kjer so zapeli, kaj prigriznili in popili ter nazdravili novemu letu.
Otroci pa so na svete tri kralje hodili od hiše do hiše po »dobro roko«. Dobili so mandeljne, orehe, suhe fige in še mnoge druge stvari. Otroci so se zahvalili tako, da so rekli: Buh daj hleti već! (Bog daj prihodnje leto več!)
Pust
Maškare so na pustno nedeljo in torek. Našemljeni otroci, fantje in možje, so v sprevodu ob spremljavi harmonike ali drugih glasbil hodili po vasi, peli, plesali in se norčevali. Ljudje so jim dajali jajca, panceto ali slanino in vino. Pustni ples se je odvijal zvečer. Iz jajc in slanine so pripravili »fritajo«, ki so jo zalivali z vinom. Ples je bil do polnoči za vse, po polnoči pa so fantje dekletom plačevali nekakšne glasbene izseke, ki jih je bilo običajno po dvajset ali trideset skupaj. Danes po vaseh še vedno hodijo od vrat do vrat, večinoma otroci ali pa tudi večje skupine odraslih.
Košnja in spravilo sena
Začeli so že v zgodnjih jutranjih urah, saj takrat sonce še ni tako močno pripekalo. Posušeno travo ali deteljo so obračali, da bi se hitreje posušila. To posušeno travo so nato pograbili, naložili na voz in odpeljali na senik. Če na seniku slučajno ni bilo več dovolj prostora, so seno naložili na kope ali lonce, ki so nekoliko manjše kope. Običajno je pri košnji sodelovala vsa družina.
Trgatev (bandima)
Zbrala se je vsa družina. Trgači so se pogovarjali in prepevali. Trgali so v brente, nato so v lesenih odprtih sodih grozdje peljali v klet, kjer so ga zmleli v večji odprti sod. Tropine pa so spravili za kuhanje žganja. Take trgatve vidimo tudi danes, le da so posode in kleti sodobnejše. 
Gojenje trt ima v Istri tudi zelo velik tržni pomen. Najbolj ražširjena variteta med vsemi gojenimi trtami je istrska malvazija. Trte malvazije se razsprostirajo po vsej Istri. Še danes jih nekateri manjši kmetje obdelujejo na značilni način medtem ko so se večji in bogatejši kmetje zanesli na stroje.
Ličkanje koruze
Vaščani so si ob ličkanju koruze pomagali, pripovedovali zgodbe, poskušali novo vino in prepevali. Običaj se je ohranil do danes.
Martinovanje
Odvija se enajstega novembra, ko goduje Sv. Martin, zato je še dandanes slovesno v vaseh katerih zavetnik je Sv. Martin. Martinovanje se v Slovenski Istri že vrsto let odvija pred vinotočem, pripravlja pa ga podjetje Vinakoper in traja cel teden.
Obiranje in stiskanje oljk
Opravilo se po navadi začenja novembra, na dan spomina na mrtve. Okoli pasu se opaše iz platna narejena vrečka, v katero se nabira oljke. Ob stiskanju oljk, ki je potekalo v torklah, so pekli krompir, ga namakali v olje in zraven pili vino.
Solinarska sezona
Pirančani so jo začeli z množičnim odhodom družin v soline na praznik sv. Jurija, 23. aprila. Sezona se je končala na god sv. Jerneja, 24. avgusta. Takrat so se po sveti maši v zahvalo za letino solinarji vrnili na svoje domove. Prebivalci iz okoliških vasi so v soline hodili žet sol. Podobno se je dogajalo tudi s solinarji iz Strunjana in Kopra. V Piranu in Sečovljah  se dandanes odvija  solinarski praznik med aprilom in avgustom.
Večer »dišpetov«
Od začetka sedemdesetih let  prejšnjega  stoletja je na vaseh posebna navada, ko so lahko fantje na noč prve sobote v maju po vasi »delali dišpete«. Takrat so kmetom menjavali vozove, osle iz hlevov in podobne stvari. Ponekod temu pravijo tudi »majnica«.

## Prazniki
Šagra
Šagra je praznik v vasi, ki se praznuje na god zavetnika vasi. Ponekod so imeli poleg šagre, ki je bila glavni praznik še drug cerkven praznik, opasilo, na katerem so se spominjali obletnice blagoslovitve cerkve.  Imeli so cerkveni obred, po tem pa praznično kosilo. Popoldne in pa zvečer je za vaščane sledila zabava. Ples je bil po navadi na prostem, razen v zimskem času. Na plesih so igrali domači godci, ki so igrali tudi na večjih procesijah.
Božič
Božič je bil od vedno krščanski praznik. Za božične praznike so otroci nabrali mah in pripravili jaslice. Višek praznikov je bila polnočnica, ki so se je udeležili vsi člani družine.
Velika noč
Je največji cerkveni praznik, ki se začne velikonočno soboto zvečer z blagoslovom ognja, vstajensko mašo in procesijo. Takrat je navada blagoslova jedi. Predvsem pinc in pa kuhanih jajc. Velika noč je premakljiv praznik, kar pomeni da se nekateri ostali prazniki ravnajo po njej, kot na primer sensa, ki je 40 dni po veliki noči.
Sveto rešnje telo
Na ta praznik so po vasi pripravili štiri oltarje, tako so po sveti maši hodili od enega do drugega oltarja in pri vsakem opravili molitve za dobro letino.
Veliki šmaren (Marija velika)
Na ta dan, 15. avgusta verniki hodijo romat, recimo v Slovenski Istri znana romarska kraja Strunjan in Vzroček ob izviru Rižane. Seveda pa šagre oziroma prazniki niso minili brez plesa in zabave. Nekoč, ko ni bilo sredstev javnega obveščanja, so v vasi kjer je bila šagra, nekaj dni prej na najvišji kraj obesili zastavo, ki je širši okolici naznanjala praznik v vasi. Na plesih pa so igrali godci, tako imenovani zingarji ali muzikanti.

## Jedila in slavja
V preteklosti so se  Istrani glede jedi držali nekaterih navad. Ob petkih niso jedili mesa, ob nedeljah pa ga pogosto sploh ni bilo. Za praznike je bilo na mizi domače meso. Na božično in velikonočno vilje, to je božični predvečer, je gospodinja skuhala priljubljeni bakala. Za vsak praznik so ženske gospodinje naredile kakšno dobroto, ki je bila značilna za ta dan.

## Narodna noša
Podobo preprostejše podeželske noše lahko zasledimo že od začetka 14. stoletja. Noša je natančneje opisana in omenjena šele od sredine 19. stoletja dalje. 
Starejša istrska noša se zaradi krojnih posebnosti nekaterih ženskih in pa tudi moških oblačil razlikuje od noš drugih slovenskih pokrajin. Ravno zaradi tega jo tudi uvrščamo v poseben tip noše, ki ji pravimo primorska noša. 
Moška noša:
Hlače: Hlače starejše moške noše so bile ohlapne in segale so le nekoliko čez kolena, spodaj in ob straneh pa so bile preklane. Bile so glavni del obleke. Včasih so bile pošite z rdečim, črnim ali rumenim okrasnim trakom. Prav tako so bili okrasnega pomena tudi manjši gumbi na žepih hlač. 
Srajca: Nosili so belo platneno srajco, za pražnje dni pa bombažno srajco z ozkim ovratnikom. Nosili so tudi telovnik, ki je bil krojen iz enakega blaga kakor hlače. Pri starejši noši je bil suknjič iz večinoma temno-rjavega, domačega sukna. Ker je bilo pozimi bolj mrzlo so nosili dolge suknje, ki so bile načeloma obrobljene z rožastim trakom. 
Obuvalo: Obuvali so opanke, ki so jih nosili tudi proti koncu 19. stoletja. Kljub temu je o opankah zelo malo podatkov. Za različne praznike ali kakšne večje dogodke so moški obuvali nizke in do gležnjev segajoče čevlje. Čevlji so imeli resasto narezan jezik, ki je bil obrnjen čez zgornji del, ki je bil zavezan z vezalkami ali pa tudi z dvema koničastima zobcema. Visoke čevlje na vezalke so obuvali le za delo. Ob šagrah so nosili bele usnjene nizke čevlje s pletenimi iz bombaža nogavicami, ki so segale do podkolen. Nogavice so bile po navadi iz belega ali modrega bombaža in volne.
Pokrivalo: Nosili so klobuke s širokimi krajci in z nizkim oglavjem. Taki klobuki so bili aktualni tudi v 19. stoletju. Pred poletnim soncem so se zaščitili s slamniki, okrašenimi s suhimi rožami in raznimi trakovi. Z žametom ali kožuhovino oblečeno pokrivalo, je veljalo za posebno. To pokrivalo je bilo spredaj nižje in zadaj višje.
Zelo pogosto so si moški okoli vratu zavezovali rdečo svileno ruto.
Ženska noša:
Srajce so bile bele, platnene ali bombažne. Spredaj niso bile prerezane. So pa imele značilni klinasti vstavek. Na rokavu je bila s črno, rjavo ali rdečo bombažno nitjo po dolžini izvezena od ena do dva centimetra široka proga. Rokavni zavihek je bil okrašen z belo laneno ali bombažno čipko. Kamižot je bilo oblačilo iz rjavega, belega ali črnega platnenega blaga, ki je bilo spredaj po vsej dolžini prerezano. Ženske so ga nosile čez srajco. Oblačilo je bilo v ramenih široko krojeno in je imelo prav tako kot srajca klinast vstavek. Posebnost belih ali temnih kamižotov je bilo ročno gubanje. Srajce in kamižote so že proti koncu 19. stoletja večinoma izpodrinila dolga krila na pas in oprijeto krojene bluze ali jope.